# Dochia (Neamț)
Dochia es una comuna ubicada en el distrito de Neamț, Rumania.

## Superficie
Posee una superficie de 31,21 kilómetros cuadrados.

## Demografía
Hasta 2021 la población era de 2051 habitantes, con una densidad de población de 65,72 habitantes por kilómetro cuadrado.